# Przybliżenie Thomasa-Fermiego
Przybliżenie Thomasa-Fermiego, funkcja dielektryczna w przybliżeniu Thomasa-Fermiego – przybliżona postać funkcji dielektrycznej zakładające wykładnicze ekranowanie potencjału pola elektrycznego ze stałą zaniku wynoszącą {\displaystyle 1/q_{\mathrm {T} F}.} W przybliżeniu tym funkcja dielektryczna w przestrzeni odwrotnej ma postać
{\displaystyle \varepsilon (q)=1+{\frac {q^{2}}{q_{\mathrm {T} F}^{2}}}.}
Obliczenie potencjału {\displaystyle V(r)} dla pola od rozkładu ładunków {\displaystyle \rho (q)} wymaga obliczenia transformaty Fouriera splotu
{\displaystyle V(\mathbf {r} )\propto \int {\frac {d^{3}\mathbf {q} }{(2\pi )^{3}}}{\frac {\rho (q)}{q^{2}+q_{\mathrm {T} F}^{2}}}e^{i\mathbf {q} \mathbf {r} },}
gdzie {\displaystyle q_{\mathrm {T} F}} jest wektorem Thomasa-Fermiego określającym stałą ekranowania. Stała proporcjonalności zależy od przyjętego układu jednostek.
Przykładowo potencjał pola elektrycznego dla punktowego ładunku będzie miał postać
{\displaystyle V(\mathbf {r} )\propto {\frac {e^{-q_{\mathrm {T} F}r}}{r}}.}